# Dětenice
Dětenice (německy Jettenitz) jsou obec v okrese Jičín v Královéhradeckém kraji. Žije zde 747 obyvatel.

## Historie
První písemná zmínka o obci pochází z roku 1052.

## Obyvatelstvo
| Rok            | 1869  | 1880  | 1890  | 1900  | 1910  | 1921  | 1930  | 1950  | 1961  | 1970 | 1980 | 1991 | 2001 | 2011 | 2021 |
| -------------- | ----- | ----- | ----- | ----- | ----- | ----- | ----- | ----- | ----- | ---- | ---- | ---- | ---- | ---- | ---- |
| Počet obyvatel | 1 354 | 1 401 | 1 489 | 1 486 | 1 491 | 1 427 | 1 346 | 1 119 | 1 062 | 949  | 868  | 799  | 733  | 695  | 691  |
| Počet domů     | 198   | 212   | 229   | 240   | 255   | 256   | 296   | 320   | 290   | 280  | 251  | 285  | 311  | 317  | 314  |

## Části obce
- Brodek
- Dětenice
- Osenice

## Pamětihodnosti

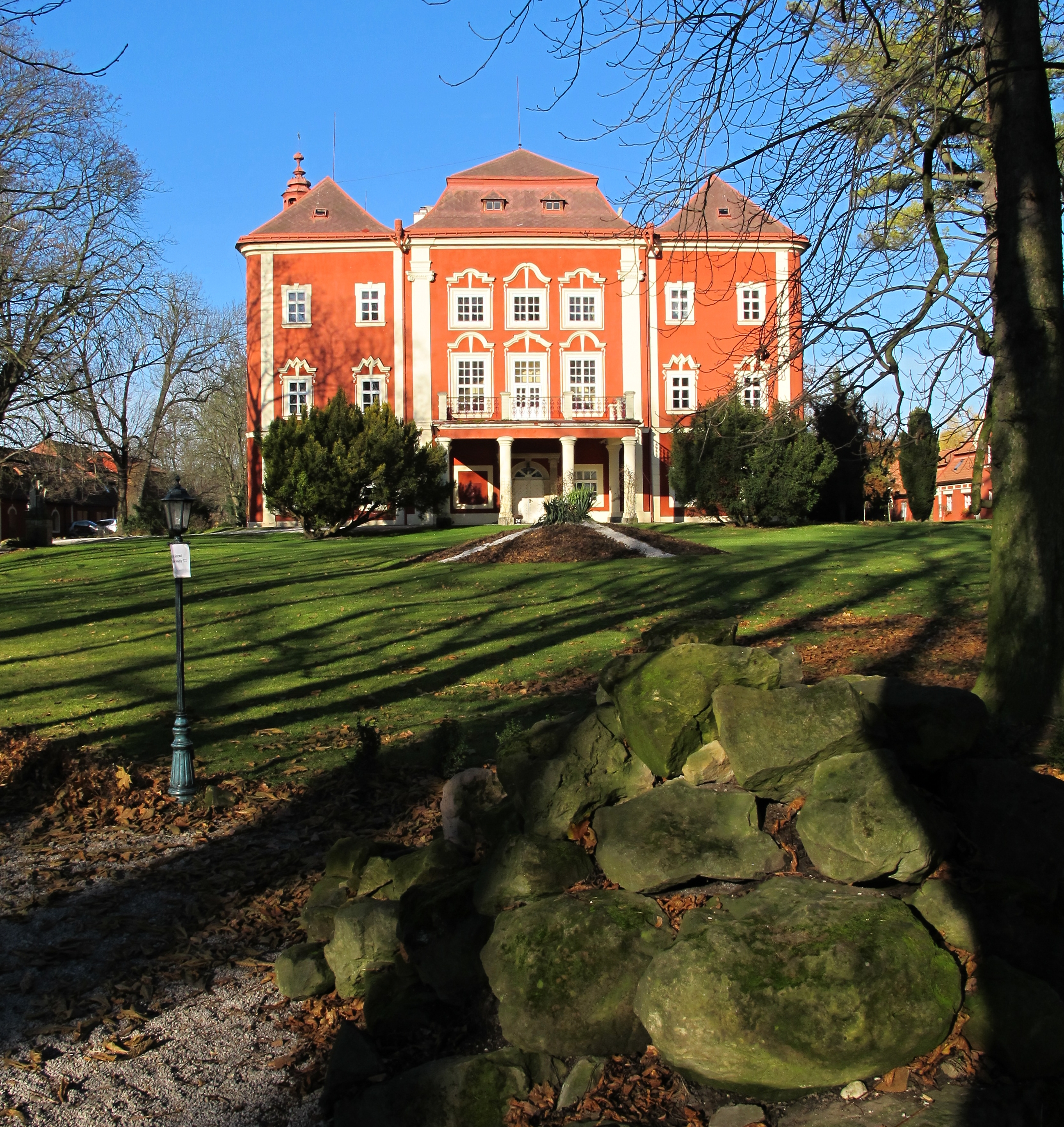
Pohled na zámek z parku

- Zámek Dětenice s pivovarem a krčmou
- Kaple svatého Jana Nepomuckého z roku 1881.[6]
- Socha Panny Marie

## Osobnosti
- Miloš Hájek (1921–2016), historik
- Václav Chaloupecký (1882–1951), historik, archivář